# Бурячок Ірина Олегівна
Ірина Бурячок (5 липня 1986) —українська тенісистка. 
Ірина виграла свій перший турнір WTA, Baku Cup, у липні 2012 року в парному розряді разом із росіянкою Валерією Соловйовою.

## Фінали турнірів WTA

### Парний розряд: 3 (2-1)
| Перемога — Легенда                  |
| ----------------------------------- |
| Турніри Великого шолома (0–0)       |
| Premier Mandatory & Premier 5 (0–0) |
| Premier (0–0)                       |
| International (2–1)                 |

| Титули за покриттям |
| ------------------- |
| Тверде (2–1)        |
| Трава (0–0)         |
| Ґрунт (0–0)         |
| Килим (0–0)         |

| Результат | Ранг | Дата          | Турнір            | Покриття | Партнер            | Опоненти                         | Рахунок               |
| --------- | ---- | ------------- | ----------------- | -------- | ------------------ | -------------------------------- | --------------------- |
| Перемога  | 1.   | 28 липня 2012 | Baku Cup          | Тверде   | Валерія Соловйова  | Ева Бірнерова Альберта Бріанті   | 6–3, 6–2              |
| Поразка   | 1.   | 5 січня 2013  | WTA Shenzhen Open | Тверде   | Валерія Соловйова  | Чжань Хаоцін Латіша Чжань        | 0–6, 5–7              |
| Перемога  | 2.   | 28 липня 2013 | Baku Cup          | Тверде   | Оксана Калашникова | Елені Даніліду Александра Крунич | 4–6, 7–6(7–3), [10–4] |

## Фінали WTA 125 Series

### Парний розряд: 1 (1 поразка)
| Результат | Ранг | Дата            | Турнір                                   | Покриття | Партнер                          | Опоненти               | Рахунок  |
| --------- | ---- | --------------- | ---------------------------------------- | -------- | -------------------------------- | ---------------------- | -------- |
| Поразка   | 1.   | 27 вересня 2013 | Ningbo International Women's Tennis Open | Тверде   | Калашникова Оксана В'ячеславівна | Латіша Чжань Чжан Шуай | 2–6, 1–6 |

## Фінали ITF
| Турніри $100,000 |
| Турніри $75,000  |
| Турніри $50,000  |
| Турніри $25,000  |
| Турніри $10,000  |

### Одиночний розряд: 10 (4–6)
| Результат | Ранг | Дата            | Турнір                  | Покриття  | Опонент                | Рахунок            |
| --------- | ---- | --------------- | ----------------------- | --------- | ---------------------- | ------------------ |
| Поразка   | 1.   | 9 квітня 2005   | Рамат-га-Шарон, Ізраїль | Тверде    | Iveta Gerlová          | 6–3, 4–6, 1–6      |
| Перемога  | 1.   | 30 квітня 2006  | Цавтат, Хорватія        | Ґрунт     | Кароліне Мас           | 3–6, 6–4, 6–1      |
| Поразка   | 2.   | 26 липня 2008   | Харків, Україна         | Ґрунт     | Христина Антонійчук    | 3–6, 6–4, 1–6      |
| Поразка   | 3.   | 14 вересня 2008 | Інсбрук, Австрія        | Ґрунт     | Евеліна Майр           | 1–6, 6–2, 1–6      |
| Перемога  | 2.   | 2 травня 2009   | Брешія, Італія          | Ґрунт     | Анна-Джулія Ремондіна  | 6–3, 6–3           |
| Перемога  | 3.   | 14 червня 2009  | Кампобассо, Італія      | Ґрунт     | Наталі В'єрін          | 6–4, 6–4           |
| Поразка   | 4.   | 27 вересня 2009 | Мадрид, Іспанія         | Тверде    | Сільвія Солер Еспіноза | 3–6, 4–6           |
| Поразка   | 5.   | 14 березня 2010 | Бухен, Німеччина        | Килим (i) | Роміна Опранді         | 1–6, 3–6           |
| Поразка   | 6.   | 25 вересня 2010 | Телаві, Грузія          | Ґрунт     | Мелані Клаффнер        | 6–3, 0–6, 0–3 ret. |
| Перемога  | 4.   | 16 травня 2011  | Брешія, Італія          | Ґрунт     | Джулія Гатто-Монтіконе | 6–7(5–7), 6–2, 6–2 |

### Парний розряд: 31 (13–18)
| Результат | Ранг | Дата              | Турнір                           | Покриття   | Партнерing                       | Опоненти                                   | Рахунок               |
| --------- | ---- | ----------------- | -------------------------------- | ---------- | -------------------------------- | ------------------------------------------ | --------------------- |
| Поразка   | 1.   | 6 червня 2004     | Стамбул, Туреччина               | Тверде     | Aleksandra Kostikova             | Татія Мікадзе Nana Urotadze                | 1–6, 2–6              |
| Поразка   | 2.   | 6 лютого 2005     | Vale do Lobo, Португалія         | Тверде     | Ольга Панова                     | Меделіна Гожня Габріела Нікулеску          | 3–6, 4–6              |
| Перемога  | 1.   | 20 лютого 2005    | Портіман, Португалія             | Тверде     | Панова Ольга Олександрівна       | Анаїс Лорендон Linda Smoleňáková           | 6–4, 6–2              |
| Перемога  | 2.   | 9 квітня 2005     | Рамат-га-Шарон, Ізраїль          | Тверде     | Charlène Vanneste                | Jessie De Vries Пемра Озген                | 6–1, 6–2              |
| Поразка   | 3.   | 8 травня 2005     | Анталія, Туреччина               | Ґрунт      | Панова Ольга Олександрівна       | Gabriela Niculescu Моніка Нікулеску        | 3–6, 4–6              |
| Поразка   | 4.   | 17 липня 2005     | Стамбул, Туреччина               | Тверде     | Василіса Давидова                | Пемра Озген Габріела Веласко Андреу        | 2–6, 3–6              |
| Поразка   | 5.   | 18 травня 2007    | Казерта, Італія                  | Ґрунт      | Varvara Galanina                 | Ліза Сабіно Andrea Sieveke                 | 6–7(4–7), 2–6         |
| Поразка   | 6.   | 20 липня 2007     | Рим, Італія                      | Ґрунт      | Патріція Майр                    | Чжань Цзіньвей Лужанська Тетяна            | 3–6, 1–6              |
| Поразка   | 7.   | 9 серпня 2007     | Єзі, Італія                      | Килим      | Аліче Балдуччі                   | Melisa Cabrera-Handt Carolina Gago-Fuentes | 5–7, 6–4, 4–6         |
| Поразка   | 8.   | 11 липня 2008     | Рим, Італія                      | Ґрунт      | Патріція Майр                    | Ірина Кузьміна-Рімша Оксана Любцова        | 4–6, 6–4, [7–10]      |
| Поразка   | 9.   | 17 серпня 2008    | Пенза, Росія                     | Ґрунт      | Нікола Франькова                 | Ксенія Палкіна Сопія Шапатава              | 4–6, 4–6              |
| Перемога  | 3.   | 13 вересня 2008   | Інсбрук, Австрія                 | Ґрунт      | Калашникова Оксана В'ячеславівна | Конні Перрен Nicole Riner                  | 3–6, 6–3, [10–7]      |
| Перемога  | 4.   | 24 квітня 2009    | Барі, Італія                     | Ґрунт      | Рената Ворачова                  | Юганна Ларссон Анна Сміт                   | 5–7, 6–2, [10–5]      |
| Перемога  | 5.   | 1 травня 2009     | Брешія, Італія                   | Ґрунт      | Marlot Meddens                   | Elena Pioppo Ліза Сабіно                   | 6–4, 2–6, [14–12]     |
| Перемога  | 6.   | 18 липня 2009     | Буча, Україна                    | Ґрунт      | Oksana Teplyakova                | Євгенія Пашкова Анастасія Васильєва        | 6–4, 6–4              |
| Поразка   | 10.  | 24 липня 2009     | Харків, Україна                  | Ґрунт      | Христина Антонійчук              | Монік Адамчак Ніколь Кріз                  | 3–6, 6–7(4–7)         |
| Перемога  | 7.   | 15 серпня 2009    | Інсбрук, Австрія                 | Ґрунт      | Джулія Майр                      | Chloé Babet Valentine Confalonieri         | 6–1, 6–7(2–7), [10–8] |
| Перемога  | 8.   | 14 березня 2010   | Бухен, Німеччина                 | Килим (i)  | Амра Садікович                   | Сімона Добра Тереза Гладікова              | 7–5, 6–3              |
| Поразка   | 11.  | 9 квітня 2010     | Чивітавекк'я, Італія             | Ґрунт      | Марет Ані                        | Дар'я Кустова Рената Ворачова              | 5–7, 5–7              |
| Перемога  | 9.   | 23 квітня 2010    | Барі, Італія                     | Ґрунт      | Анастасія Пивоварова             | Джулія Гатто-Монтіконе Federica Quercia    | 6–7(3–7), 6–4, [10–4] |
| Перемога  | 10.  | 5 червня 2010     | Сараєво, Боснія і Герцеговина    | Ґрунт      | Ірена Павлович                   | Ніколе Клеріко Кароліна Косіньська         | 6–1, 6–1              |
| Перемога  | 11.  | 14-Feb-2011       | Майорка, Іспанія                 | Ґрунт      | Ірина Бремон                     | Iveta Gerlová Lucie Kriegsmannová          | 7–5, 6–2              |
| Поразка   | 12.  | 21 березня 2011   | Куньмін, КНР                     | Ґрунт      | Капшай Вероніка Ігорівна         | Аояма Сюко Фудзівара Ріка                  | 3–6, 2–6              |
| Поразка   | 13.  | 13 червня 2011    | Падуя, Італія                    | Ґрунт      | Яні Река Луца                    | Крістіна Младенович Катажина Пітер         | 4–6, 3–6              |
| Перемога  | 12.  | 19 вересня 2011   | Тбілісі, Грузія                  | Ґрунт      | Река Луца Яні                    | Елена Богдан Андреа Коч Бенвенуто          | 6–7(3–7), 2–6         |
| Поразка   | 14.  | 27 листопада 2011 | Гельсінкі, Фінляндія             | Тверде (i) | Тімеа Бабош                      | Жанетта Гусарова Емма Лайне                | 7–5, 5–7, [9–11]      |
| Поразка   | 15.  | 30 січня 2012     | Ранчо-Санта-Фе (Каліфорнія), США | Тверде     | Єлизавета Янчук                  | Марія Санчес Ясмін Шнак                    | 6–7(7–9), 6–4 [8–10]  |
| Поразка   | 16.  | 17 вересня 2012   | Йошкар-Ола, Росія                | Тверде (i) | Валерія Соловйова                | Маргарита Гаспарян Вероніка Капшай         | 4–6, 6–2, [9–11]      |
| Поразка   | 17.  | 12 листопада 2012 | Гельсінкі, Фінляндія             | Килим (i)  | Соловйова Валерія Олександрівна  | Людмила Кіченок Надія Кіченок              | 3–6, 3–6              |
| Поразка   | 18.  | 17 грудня 2012    | Анкара, Туреччина                | Тверде (i) | Соловйова Валерія Олександрівна  | Магда Лінетт Катажина Пітер                | 2–6, 2–6              |
| Перемога  | 13.  | 11 січня 2013     | Цюаньчжоу, КНР                   | Тверде     | Кіченок Надія Вікторівна         | Лян Чень Сунь Шеннань                      | 3–6, 6–3, [12–10]     |